# Basishandlung
Als Basishandlung (engl. basic action) bezeichnet man in der philosophischen Handlungstheorie Handlungen, die direkt (unvermittelt) vollzogen werden und die insbesondere nicht dadurch vollzogen werden, dass eine andere Handlung vollzogen wird. Hierzu ein Beispiel: Ich kann das Zimmer lüften, indem ich das Fenster öffne. Das Fenster öffne ich, indem ich den Fenstergriff ergreife und dann drehe. Die Drehbewegung führe ich aber nicht aus, indem ich etwas anderes tue, sie führe ich unmittelbar aus. Daher handelt es sich hier um eine Basishandlung. Basishandlungen sind wie in diesem Beispiel mit Körperbewegungen gleichzusetzen.
Nach Georg Henrik von Wright muss man zwischen dem Ergebnis und den Folgen einer Handlung unterscheiden (vgl. Von Wright, Erklären und Verstehen, II, 8 in der Suhrkamp-Ausgabe: S.  69 ff). Im Falle meiner Handlung, das Fenster zu öffnen, ist das Handlungsergebnis der Sachverhalt, dass das Fenster offen ist, eine Folge ist, dass das Zimmer gelüftet wird. Im Fall meiner Handlung des Lüftens ist der Sachverhalt, dass das Zimmer gelüftet wird, jedoch das Ergebnis der Handlung. Das Handlungsergebnis wird also immer von der Beschreibung der Handlung impliziert. Die Handlung des Lüftens ist dabei nicht Folge der Handlung des Öffnens. Es handelt sich um dasselbe Handlungsereignis, das jedoch unterschiedlich beschrieben wird. Insofern kann man die Basishandlung auch als diejenige Beschreibung eines Handlungsereignisses bezeichnen, die keine seiner Folgen impliziert.
Von Wright zufolge wäre es falsch zu sagen, dass ich die Drehbewegung meiner Hand ausführe, indem ich bestimmte Muskelgruppen anspanne und entspanne (womit diese Basishandlung eben dann doch keine Basishandlung wäre). Denn „ich weiß weder, welche Muskeln dies sind, noch wie ich sie kontrahieren soll - außer eben dadurch, dass ich meine Hand drehe“ (ebd.). Hier zeigt sich eine "intentionale" Komponente der Basishandlung: Zum Konzept der Basishandlung gehört, dass man weiß, wie man sie ausführt (knowing how), und dieses Wissen darf nicht dadurch vermittelt sein, dass man von einer anderen Handlungen weiß, wie man sie ausführt. Dies bedeutet auch, dass etwas, was für eine Person eine Basishandlung ist, für eine andere Person möglicherweise keine Basishandlung ist. So kann beispielsweise ein geübter Klavierspieler einen bestimmten Triller als Basishandlung ausführen, während ein Anfänger des Klavierspiels diesen aus einzelnen Handlungen zusammensetzen muss.
Der Begriff der Basishandlung wurde von Arthur C. Danto erstmals eingeführt. Danto definiert eine Basishandlung als eine Handlung, die nicht durch eine andere Handlung desselben Handelnden verursacht ist. Von Wright präsentiert später (in Anschluss an Stoutland) die hier wiedergegebene Definition, die das problematische Konzept einer Handlung, die eine Handlung verursacht, vermeidet.